# Зила
Зила (на английски: Zillah) е град в окръг Якима, щата Вашингтон, САЩ. Зила е с население от 2198 жители (2000) и обща площ от 3,1 km². Намира се на 250 m надморска височина. ЗИП кодът му е 98953, а телефонният му код е 509.